# Villanterio
Villanterio (lombardul: Vilantè) település Olaszországban, Lombardia régióban, Pavia megyében. Lakosainak száma 3337 fő (2023. január 1.). Villanterio Torre d’Arese, Valera Fratta, Gerenzago, Magherno, Sant’Angelo Lodigiano, Inverno e Monteleone és Marudo községekkel határos.

## Népesség
A település lakossága az elmúlt években az alábbi módon változott:
| Lakosok száma | 3134 | 3065 | 3337 |
|               | 2017 | 2018 | 2023 |